# Gerhard Löffler (Kirchenmusiker)
Gerhard Löffler (* 1979 in Wächtersbach, Hessen) ist ein deutscher Kirchenmusiker.

## Leben
Mit 12 Jahren begann er seinen Orgelunterricht zunächst bei heimischen Lehrern, doch schon 1993 ging er als Privatschüler zu  Martin Lücker nach Frankfurt. 1997 wurde er als Jungstudent in Lückers Klasse an der Hochschule für Musik und Darstellende Kunst Frankfurt aufgenommen, nachdem er als Preisträger aus dem Bundeswettbewerb Orgel („Jugend musiziert“) in Leipzig hervorgegangen war. Seit 1999 studierte er evangelische Kirchenmusik und Orgel (Künstlerische Ausbildung) in Frankfurt.
Zwei Stipendien, das Edward Jabes Scholarship und das Alice Tully Scholarship, ermöglichten Gerhard Löffler ein Studienjahr (2002–2003) an der Juilliard School of Music in New York. Von John Weaver, dem Nestor der amerikanischen Orgelschule, und Judith Clurmann, der Dirigentin der „Juilliard Choral Union“, empfing er wesentliche künstlerische Impulse; außerdem wurde er Assistent von Clurmann.
Im Mai 2004 gewann Gerhard Löffler beim 3. Horst-Dieter-Veeck-Orgelwettbewerb der Musikhochschule des Saarlandes in Saarbrücken den 1. Preis. Beim Orgelwettbewerb des Internationalen Orgelfestivals „Fugato“ in Bad Homburg wurde er im Sommer 2005 mit einem 3. Preis ausgezeichnet. Zusätzlich studierte Gerhard Löffler in der Orgelklasse von Ludger Lohmann, Stuttgart, und schloss dort mit Diplom ab.
Orgelkonzerte spielt Gerhard Löffler seit seinem 16. Lebensjahr. Höhepunkte waren Auftritte in St. Nikolai, Leipzig, in der Alice Tully Hall, der Carnegie Hall und der Holy Trinity Church in New York, in der Frankfurter Paulskirche, im Dom zu Erfurt, im Dom zu Bamberg sowie in der Konzerthalle „Georg Philipp Telemann“ in Magdeburg und die Uraufführung von Dimitri Terzakis’ „Friedensgebet“ für Sopran und Orgel im Rahmen der Buchmesse Frankfurt 2003.
Im Jahr 2008 konzertierte Gerhard Löffler u. a. an der Orgel Gottfried Silbermanns in Reinhardtsgrimma und im Dom zu Riga. Im selben Jahr wurde er auf die Stellwagen-Orgeltage nach Stralsund eingeladen.
Gerhard Löfflers Repertoire umfasst Werke aus allen Stilepochen der Orgelmusik.
Von 2004 bis 2007 war er Organist der Martinuskirche in Frankfurt-Schwanheim, an deren Schuke-Orgel er eine CD mit Werken von Bruhns, Bach, Reubke und Hindemith einspielte. Von 2007 bis 2012 war er an der evangelischen Kirchengemeinde Bockenheim als Kantor und Organist tätig.
Von 2012 bis 2016 war er Kantor (A-Stelle) der evangelischen Kirchengemeinde „Zum guten Hirten“ in Berlin-Friedenau und Künstlerischer Leiter des Kammerchors Jeunesse Berlin. Seit dem 1. Februar 2016 ist Löffler als Nachfolger von Rudolf Kelber als Kantor und Organist an der  Hauptkirche St. Jacobi zu Hamburg tätig.